# 砂鳖
砂鳖（学名：Pelodiscus axenaria）俗称铁壳、灰壳，一种分布于中国湖南省的爬行动物，隶属于鳖科鳖属。

## 形态特征
砂鳖全身皮肤光滑革质柔软。背部为黑褐色，腹膜极薄，为黄白色，中下部常有一黑色斑块。
成体砂鳖一般在重达150克时即可参与繁殖，极限体成熟个体可以达到600克。

## 繁殖信息
砂鳖通常在9~10月(冬眠前)及次年2~3月(冬眠后)交配，并在次年4-7月份产卵，单次产卵数量2~5颗，每年可产卵2~3次。幼体孵化多期在60~65天。

## 保育狀況
其被列為《瀕危野生動植物種國際貿易公約》附錄二的物種，被限制出口及貿易。